# Joseph Paelinck
Joseph Paelinck né à Oostakker (Gand) le 20 mars 1781 et mort à Ixelles le 19 juin 1839 est un peintre belge.
Connu pour ses portraits et ses sujets religieux, il est élève de l'Académie royale des beaux-arts de Gand et bénéficie ensuite de l'enseignement de Jacques-Louis David à partir de 1802. Également formé à Rome, Paelinck devient ensuite peintre de la cour des Pays-Bas.

## Biographie
Joseph Paelinck est né à Oostakker le 20 mars 1781 à trois heures de l'après-midi et fut baptisé le même jour. Ses parents, tous deux d'Oostakker, étaient Antoine Paelinck, mort en 1824, et Jeanne De Winne, morte en 1820. Ceux-ci étaient de condition modeste et ainsi le père de Joseph fut cultivateur, tisserand, ou encore peintre en bâtiment. 
Il est formé en peinture à l'Académie royale des beaux-arts de Gand par son maître, le révérend père Marijn Braeckman. Joseph Paelinck est envoyé « aux frais de ses compatriotes » à Paris, où il devient élève de Jacques-Louis David en août 1802. Favorablement apprécié du maître, celui-ci intervient pour lui éviter la conscription. Paelinck applique avec zèle les leçons de David : « la plupart de ses tableaux se distinguent par une grande correction de dessin, par le charme de la composition et par une rigoureuse application des traditions historiques. ».
Professeur à l'Académie de Gand, Joseph Paelinck séjourne ensuite, à partir de 1808, durant quatre ans à Rome où son art est à son acmé et travaille notamment à l'ornementation du palais du Quirinal. De retour aux Pays-Bas, son talent de portraitiste s'exerce au service des Nassau dont il devient l'un des protégés. En 1815, il devient peintre de la cour des Pays-Bas. Il est également membre de l'Académie royale des beaux-arts de Bruxelles et de celle d'Anvers. Après l'indépendance de la Belgique, son œuvre est quelque peu délaissée au profit d'artistes nouveaux. Paelinck en conçoit quelque amertume, mais il reçoit l'ordre de Léopold en récompense de sa fructueuse carrière.
Des œuvres de Paelinck sont conservées en Belgique, en Europe et aux États-Unis : musée des Beaux-Arts de Gand, Rijksmuseum Amsterdam, Cultural Heritage Agency of the Netherlands Art Collection (Pays-Bas), Bomann-Museum (de) (Celle, Allemagne), J. Paul Getty Museum, Cleveland Museum of Art et Rhode Island School of Design Museum.
Parmi ses élèves figurent Joseph Meganck, François Antoine Bodumont, Charles Baugniet, Charles Picqué, Édouard De Bièfve, Jean Désiré de Fiennes, Élisa de Gamond, Félix De Vigne, Henri de Coene, Abraham Johannes Zeeman, Jozef Geirnaert, Alfred Stevens, ou encore Jean Alexandre Van Laethem.
Veuf en premières noces de Barbe Josèphe Maelcamp, née à Gand en 1778 et morte à Bruxelles en 1827, qu'il avait épousée à Gand en 1815, Joseph Paelinck épouse à Bruxelles, la même année, le 15 octobre 1827, Louise Thérèse Françoise Élisabeth Horgnies (1805-1887), rentière, née à Ratisbonne, qui s'initie à la peinture et devient connue sous le nom de Fanny Paelinck-Horgnies. Sa première épouse, d'une famille de notables à Gand, était la fille d'Etienne Jean François Maelcamp, secrétaire aux Parchons de Gand, mort en 1797, et elle eut une influence non dénuée d'importance, sur l'art et la composition de son mari.   
Joseph Paelinck meurt à son domicile à Ixelles le 19 juin 1839.

## Œuvres

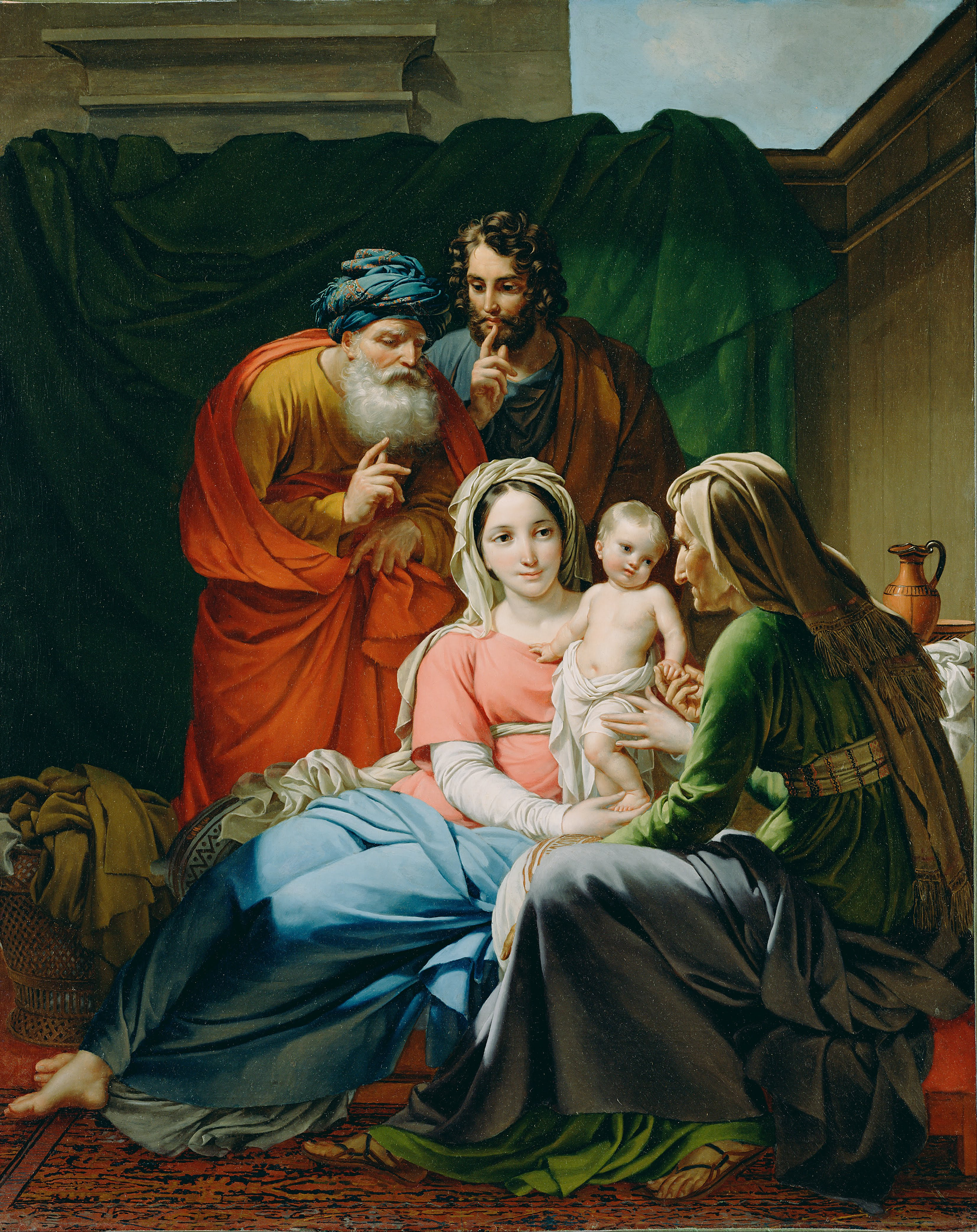
La Sainte Famille (1815), Los Angeles, J. Paul Getty Museum.

- Le Jugement de Pâris, 1er prix de peinture de l'Académie de Gand en 1804, musée des Beaux-Arts de Gand.
- L'Invention de la Sainte croix, vers 1809-1811, musée des Beaux-Arts de Gand.
- Portrait de l'impératrice Joséphine, 1807, localisation inconnue[réf. nécessaire].
- Les Embellissements de Rome par Auguste, localisation inconnue[réf. nécessaire].
- Vieillard romain, Salon de Bruxelles de 1811, localisation actuelle inconnue[12].
- Orphée et Eurydice, localisation inconnue[réf. nécessaire].
- Suzanne au bain, 1812 ou 1813, localisation inconnue[réf. nécessaire].
- La Sainte Famille, Salon de Bruxelles de 1815, Los Angeles, J. Paul Getty Museum.
- Portrait de la reine Wilhelmine des Pays-Bas, 1817, Rhode Island School of Design Museum.
- Portrait du général Carl August von Alten, 1818, Celle, Bomann-Museum (de).
- Portrait de Johanna Hendrika Kraane, 1818, Ryswick, Cultural Heritage Agency of the Netherlands Art Collection.
- Portrait de Guillaume Ier des Pays-Bas, 1819, Rijksmuseum Amsterdam.
- La Belle Anthia conduisant ses compagnons dans le temple de Diane à Éphèse, 1820, 230 × 300 cm, musée des Beaux-Arts de Gand[13].
- Éros, 1820, musée des Beaux-Arts de Gand.
- Les Disciples d'Emmaüs, 1820, localisation inconnue[réf. nécessaire].
- Vierge à l'Enfant, localisation inconnue[réf. nécessaire].
- La Toilette de Pysché, 1823, Rijksmuseum Amsterdam.
- Portrait de Charles Picqué, 1826, localisation inconnue[réf. nécessaire].
- Portrait de Joseph van Crombrugghe, 1829, musée de la ville de Gand.
- La Fuite en Égypte, 1829, Malines, église Sainte Catherine.
- Junon, 1832, musée des Beaux-Arts de Gand.
- La Danse des Muses, 1832, localisation inconnue[réf. nécessaire].
- L'Abdication de Charles Quint en 1555, 1836, localisation inconnue[réf. nécessaire].
- Sainte Colette recevant, des mains du magistrat de Gand, le diplôme pour l'établissement de son couvent, Gand, cathédrale Saint-Bavon.

Œuvres de Joseph Paelinck
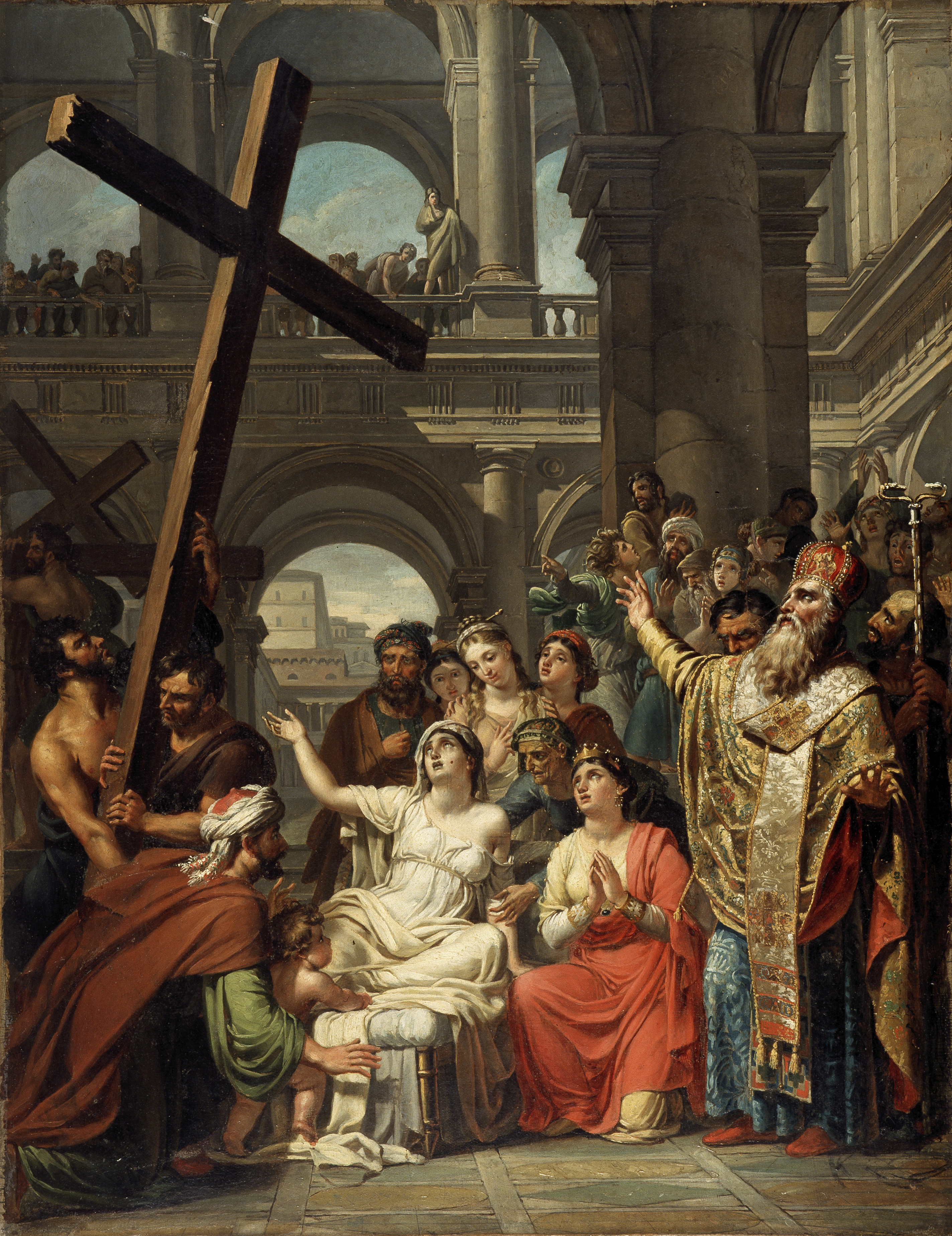
L'Invention de la Sainte-croix, 1808, musée des Beaux-Arts de Gand.
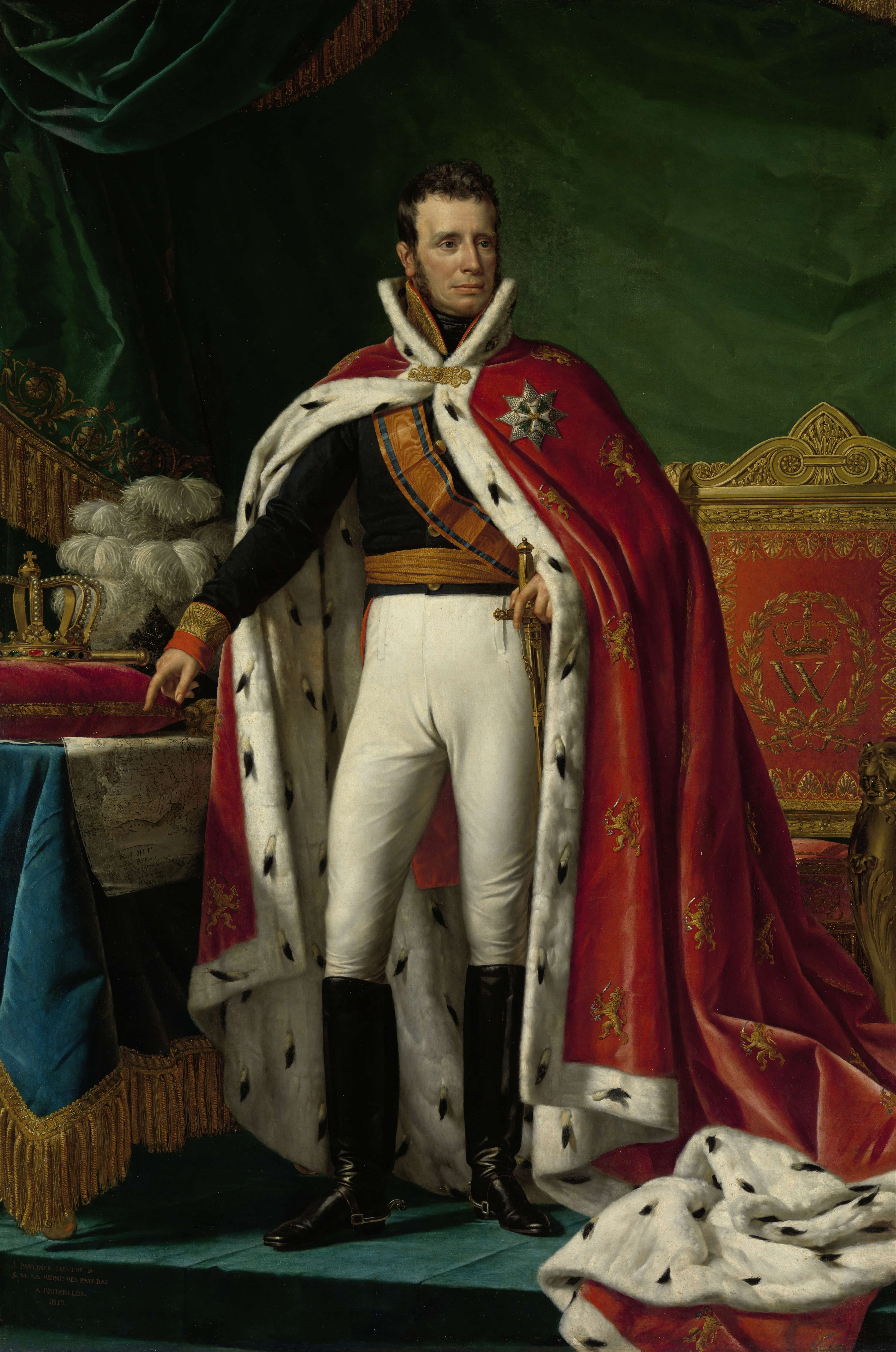
Portrait de Guillaume Ier des Pays-Bas, 1819, Rijksmuseum Amsterdam.
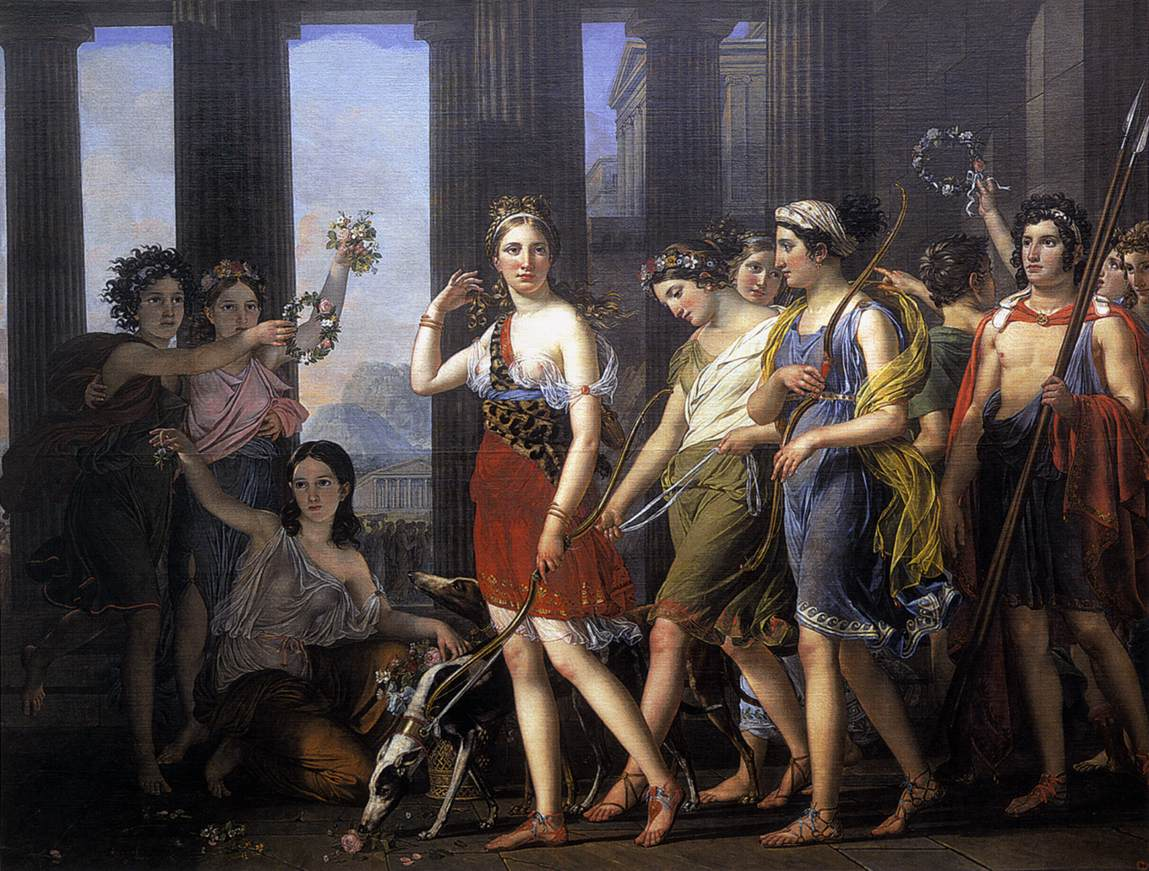
La Belle Anthia conduisant ses compagnons dans le temple de Diane à Éphèse, 1820, musée des Beaux-Arts de Gand.
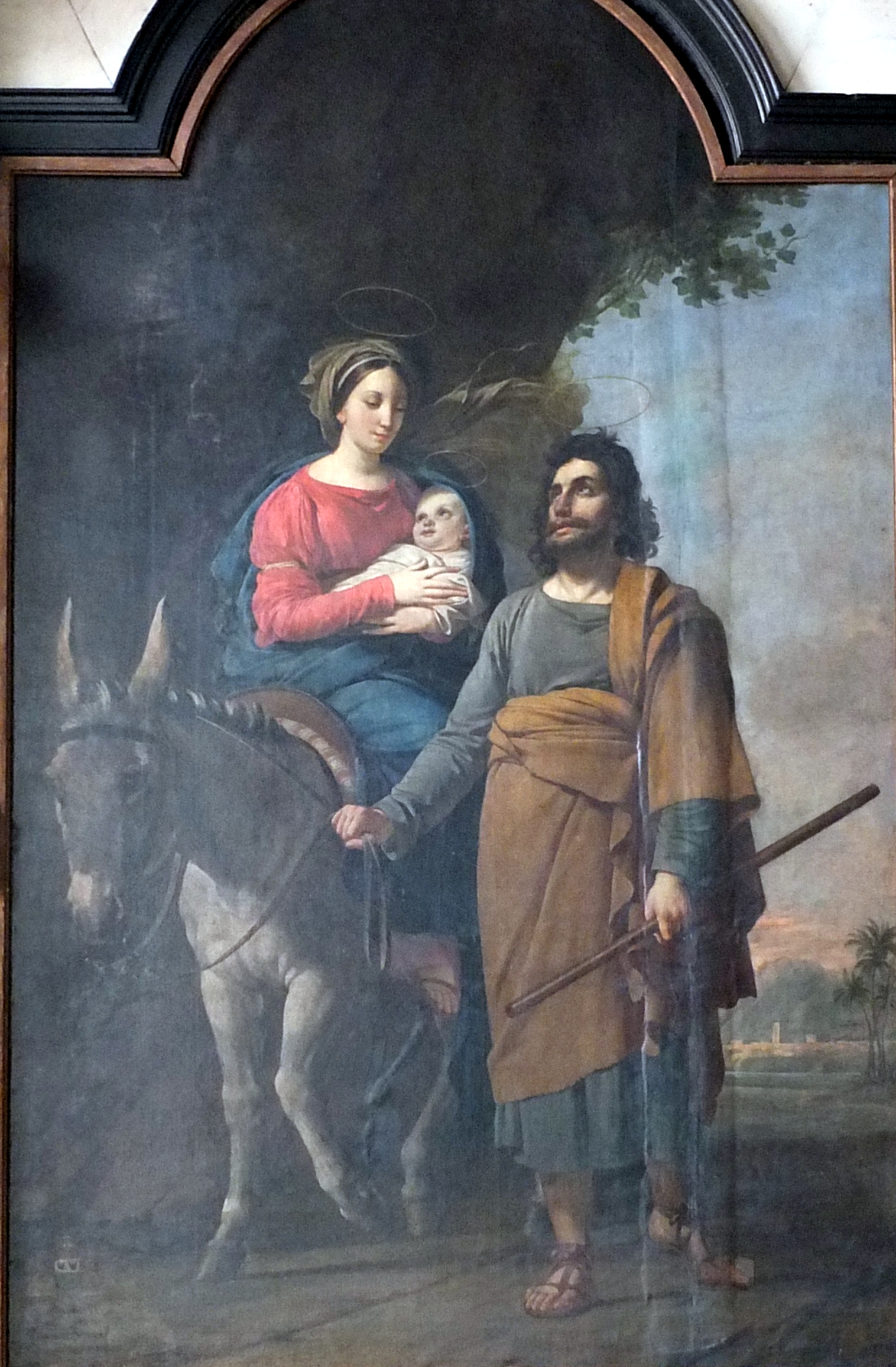
La Fuite en Égypte, 1829, Malines, église Sainte Catherine.
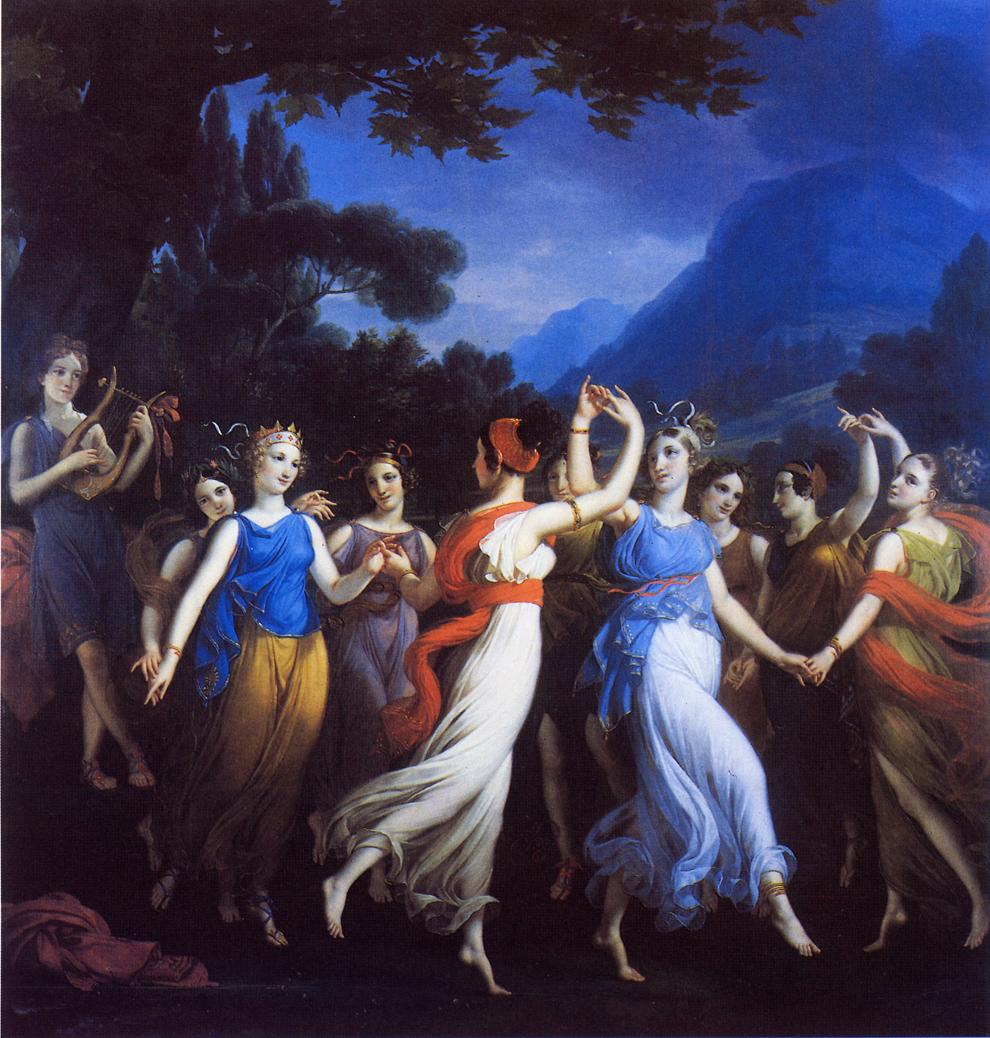
La Danse des Muses, 1832, localisation inconnue.
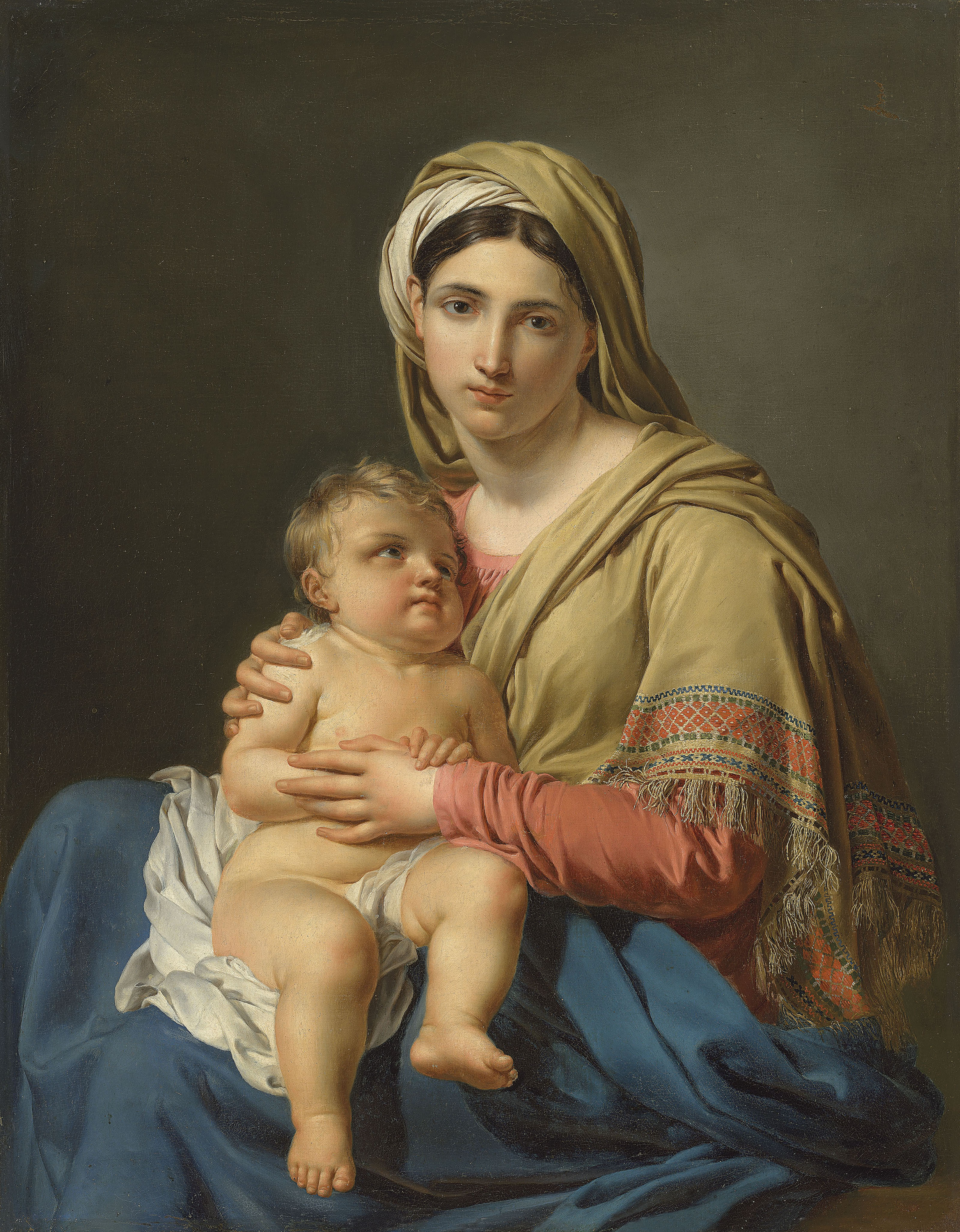
Vierge à l'Enfant, localisation inconnue.

## Distinctions
- Chevalier de l'ordre du Lion néerlandais.
- Chevalier de l'ordre de Léopold 26 avril 1839[14].